# Siguranța pe internet
Siguranța pe internet, cunoscută și sub numele de siguranță online, siguranță cibernetică și siguranță electronică (e-safety), se referă la politicile, practicile și procesele care reduc daunele provocate persoanelor prin utilizarea (incorectă) a tehnologiei informației.
Pe măsură ce numărul utilizatorilor de internet continuă să crească la nivel mondial, internetul, guvernele și organizațiile și-au exprimat îngrijorarea cu privire la siguranța copiilor și adolescenților, precum și a persoanelor în vârstă care utilizează internetul. Peste 45% dintre aceștia au anunțat că au suportat un fel de hărțuire cibernetică. Ziua Safer Internet este sărbătorită la nivel mondial în luna februarie pentru a crește gradul de conștientizare cu privire la siguranța pe internet. În Regatul Unit, campania Get Safe Online a primit sponsorizări din partea agenției guvernamentale Serious Organized Crime Agency (SOCA) și a unor mari companii de internet precum Microsoft și eBay.
Siguranța online este necesară și validată, deoarece multe întreprinderi s-au confruntat cu excese de atacuri pe internet care au dus la pierderea vieții din partea victimelor, sinuciderea sau tulburările psihologice. Atacurile cibernetice asupra întreprinderilor și organizațiilor devin o tendință în creștere, iar Africa nu este scutită. Productivitatea, veniturile și încrederea clienților organizațiilor sunt toate afectate negativ, ca să nu mai vorbim de securitatea clienților.

## Securitatea informațiilor
Informațiile sensibile, cum ar fi informațiile personale și identitatea, parolele sunt adesea asociate cu proprietatea personală și confidențialitatea și pot prezenta probleme de securitate dacă sunt scurse. Accesul neautorizat și utilizarea informațiilor private pot avea consecințe precum furtul de identitate, precum și furtul proprietății. Cauzele comune ale încălcărilor securității informațiilor includ:

### Phishing
Phishing-ul este un tip de înșelătorie în care escrocii se deghizează în surse demne de încredere în încercarea de a obține informații private, cum ar fi parole, informații privind cardurile de credit etc. prin intermediul internetului. Aceste site-uri web false sunt adesea concepute să pară identice cu omologii lor legitimi pentru a evita suspiciunile utilizatorului. În mod normal, hackerii vor trimite un e-mail terță parte către țintă, solicitând informații personale, și vor folosi acest lucru ca punct de intrare pentru a implementa atacul.

### Malware
Malware-ul, în special spyware-ul, este un software rău intenționat conceput pentru a colecta și transmite informații private, cum ar fi parolele, fără consimțământul sau cunoștința utilizatorului. Acestea sunt adesea distribuite prin e-mail, software și fișiere din locații neoficiale. Programele malware reprezintă una dintre cele mai răspândite probleme de securitate, deoarece adesea este imposibil să se determine dacă un fișier este infectat, indiferent de sursa acestuia.

## Siguranța personală
Dezvoltarea internetului a dat naștere la numeroase servicii importante, accesibile oricui are o conexiune. Unul dintre aceste servicii importante este comunicarea digitală. Deși acest serviciu a permis comunicarea cu alte persoane prin intermediul internetului, a permis și comunicarea cu utilizatori rău intenționați. În timp ce utilizatorii rău intenționați folosesc adesea internetul în scopuri personale, acest lucru poate să nu se limiteze la câștiguri financiare/materiale. Acest lucru îi îngrijorează în special pe părinți și pe copii, deoarece copiii sunt adesea țintele acestor utilizatori rău intenționați. Printre amenințările comune la adresa siguranței personale se numără phishing-ul, escrocheriile pe internet, programele malware, hărțuirea informatică, hărțuirea informatică, prădătorii online .

### Cyberstalking
Cyberstalking-ul este utilizarea internetului sau a altor mijloace electronice pentru a urmări sau hărțui o persoană, un grup sau o organizație. Poate include acuzații false, defăimare și calomnie. Aceasta poate include, de asemenea, monitorizarea, furtul de identitate, amenințările, vandalismul, solicitarea de sex sau colectarea de informații⁠(d) care pot fi utilizate pentru a amenința, stânjeni sau hărțui. Hărțuirea cibernetică este o infracțiune prin care cineva hărțuiește sau urmărește o victimă folosind mijloace electronice sau digitale, cum ar fi rețelele de socializare, e-mailul, mesageria instantanee (IM) sau mesajele postate într-un grup de discuții sau forum. ... Termenii „cyberstalking” și „cyberbulling” sunt adesea utilizați în mod interschimbabil.

### Cyberbullying
Cyberbulling-ul este utilizarea mijloacelor electronice, cum ar fi mesageria instantanee, social media, e-mail-ul și alte forme de comunicare online, cu intenția de a abuza, intimida sau domina un individ sau un grup. În ultimul deceniu, hărțuirea cibernetică a fost identificată ca o problemă semnificativă pentru tineri. Într-un studiu realizat în 2012 pe un eșantion de peste 11.925 de elevi din Statele Unite ale Americii, s-a indicat că 23% dintre adolescenți au declarat că au fost victime ale hărțuirii cibernetice, dintre care 30% au declarat că au avut un comportament suicidal. Site-ul web al Australian eSafety Commissioner raportează că 44% dintre tinerii australieni declară că au fost excluși social, amenințați sau abuzați online.
Uneori, acest lucru ia forma postării de declarații calomnioase neverificabile și ilegale pe site-uri web de hărțuire. Aceste site-uri web difuzează apoi anunțuri care încurajează victimele să plătească mii de dolari unor întreprinderi conexe pentru a obține eliminarea postărilor – temporar, spre deosebire de procesul de eliminare gratuită și permanentă disponibil prin intermediul principalelor motoare de căutare web.
Abuzul între copii (peer-on-peer abuse) care are loc online este adesea încadrat în categoria cyberbullying. Totuși, acesta merge mult mai departe. Acesta poate include abuzul fizic și sexual sau hărțuirea, abuzul în relații, ademenirea și multe altele.

### Prădarea online
Prădarea online este acțiunea de a angaja un minor în relații sexuale nepotrivite prin intermediul internetului. Prădătorii online pot încerca să inițieze și să seducă minori în relații prin utilizarea camerelor de chat sau a forumurilor de internet.

### Grooming-ul online
Grooming-ul online se referă de obicei la abuzul sexual asupra copiilor, dar se poate referi și la radicalizare, trafic de droguri și câștiguri financiare. Grooming-ul este atunci când un străin țintește un copil împrietenindu-se cu el și câștigându-i încrederea. Odată ce a câștigat această încredere, groomer-ul poate manipula copilul pentru a face ceea ce dorește, ceea ce poate include trimiterea de imagini sexuale, traficul de droguri sau orice alt tip de activități.

### Conținut obscen/ofensiv
Diverse site-uri de pe internet conțin materiale pe care unii le consideră ofensatoare, de prost gust sau explicite, care adesea pot să nu fie pe placul utilizatorului. Astfel de site-uri pot include internet, site-uri de șoc, discursuri instigatoare la ură sau conținuturi incendiare. Un astfel de conținut se poate manifesta în mai multe moduri, cum ar fi reclame pop-up și linkuri nesigure.

### Sextorsionarea
Sextorsionarea, în special prin utilizarea camerelor web, reprezintă o preocupare, în special pentru cei care utilizează camere web pentru flirt și sex cibernetic⁠(d). Adesea, aceasta implică un infractor cibernetic care se dă drept altcineva - cum ar fi o persoană atrăgătoare - care inițiază o comunicare de natură sexuală cu victima. Victima este apoi convinsă să se dezbrace în fața unei camere web și poate fi, de asemenea, convinsă să adopte un comportament sexual, cum ar fi masturbarea. Videoclipul este înregistrat de infractorul cibernetic, care își dezvăluie apoi adevăratele intenții și cere bani sau alte servicii (cum ar fi imagini mai explicite ale victimei, în cazurile de prădare online), amenințând că va face public videoclipul și îl va trimite membrilor familiei și prietenilor victimei dacă aceasta nu se conformează. În Regatul Unit, National Crime Agency din Marea Britanie a difuzat un videoclip care evidențiază pericolele sextortion-ului pentru a educa populația, în special având în vedere faptul că șantajul de natură sexuală poate provoca umilință într-o măsură suficientă pentru a determina victima să își ia viața, pe lângă alte eforturi de educare a publicului cu privire la riscurile sextortion-ului.

### Grupuri și persoane care lucrează pe această temă
- AHTCC⁠(d) – Australian High Tech Crime Center
- Childnet⁠(d)
- Insafe
- Internet Matters⁠(d)
- Sonia Livingstone⁠(d)
- ThinkUKnow⁠(d)
- Summit Tween
- Sondaj privind siguranța pe internet pentru tineri